# Q Lazzarus
Діана Лакі (сценічне ім'я — Q Lazzarus; (12 грудня 1960 , Нептун-Сіті, Нью-Джерсі  — 19 липня 2022 , Нью-Йорк, Нью-Йорк )) — американська співачка, відома завдяки пісні Goodbye Horses, написаній 1988 року Вільямом Гарві, що стала саундтреком у фільмах Заміжня за мафією (1988) та Мовчання ягнят (1991). Q Lazzarus відома глибоким хрипким контральто.

## Кар'єра
Народилася в Нью-Джерсі, рано одружилася та зазнавала домашнього насильства у шлюбі, що згодом надихнуло її написати пісню Tears of Fear (Сльози страху). Врятувавшись із шлюбу, Лакі переїхала до Нью-Йорка і стала працювати нянею для англійця на ім'я Свон, який не заохочував її музичні таланти, намагаючись керувати її «практичним заняттям». Лакі вирішила влаштуватись таксисткою і далі продовжувати робити музику самостійно зі своїм гуртом The Resurrection. Вона була відкрита як співачка, коли працювала водійкою таксі в Нью-Йорку. Якось Q Lazzarus підвозила Джонатана Деммі, відомого режисера, який почув її пісню у таксі. Деммі відправив її в Голлівуд, де, незважаючи на його заохочення, звукозаписні компанії відмовилися працювати з Q, оскільки вважали, що «її неможливо продати». Q відповіла: «Я продаю себе сама, я афроамериканська жінка, яка носить дреди і співає американський рок-н-ролл».
Музика Q Lazzarus була вперше представлена у фільмах Дика штучка, Заміжня за мафією, де дебютувала композиція «Goodbye Horses». Q Lazzarus виконала кавер-версію пісні Heaven гурту Talking Heads у фільмі «Філадельфія» у 1993 році. «Goodbye Horses», найбільше відома за фільмом Мовчання ягнят як пісня в знаменитій сцені, де Буффало Білл виконує свій жахливий монолог. Пісня отримала популярне прізвисько «The Buffalo Bill Song» і багато пародій у фільмах, телебаченні та відеоіграх, включаючи Clerks II, Fully Flared, Maniac, Grand Theft Auto IV, Skate 3, Family Guy, The Last Man on Earth and Nip/Tuck.
Згодом гурт був названий Q Lazzarus and the Resurrection. До складу входили Марк Баррет, автор пісень Вільям Гарві, Глоріана Галіція, Дженіс Бернстайн, а також резервні співаки Деніз, Ліз та Іветт У., Гоуї Фельдман та Рон Резюньо. Гурт розпався у 1996 році, і з того часу Q Lazzarus більше не бувала на публіці.